# Mars Polaris
Mars Polaris is een studioalbum van Tangerine Dream. De inspiratie voor dit album kwam uit de lancering van de Mars Polar Lander in 1999. Edgar Froese en Peter Liendl (geluidstechnicus) maakten daar een verhaal omheen, dat ook verwees naar de mythologie rondom Mars/Mars met manen en/of assistenten Deimos/Deimos en Phobos/Phobos.
Het album is opgenomen in Berlijn, Wenen (Eastgate Studio) en Los Angeles.
Van tevoren werd aangekondigd dat het een dubbelalbum zou worden met ongeveer 100 minuten muziek. Dat kwam niet in de handel, het bleef bij een enkele cd met 71 minuten muziek. Echter er circuleren enige exemplaren van dit album met een andere titel, een andere volgorde van de track en ook meerdere tracks. Onderstaand een weergave van het album zoals dat aan de meeste kopers verkocht is. De uitgifte van het album werd ondersteund met slechts één concert op 12 juni 1999 in Osnabrück. Daarbij was ook de synchroon lopende film te zien, die overigens nooit apart is vertoond.

## Musici
- Edgar Froese. Jerome Froese – synthesizers, elektronica

## Muziek
| Nr. | Titel                      | Duur  |
| --- | -------------------------- | ----- |
| 1.  | Comet’s figure head        | 10:02 |
| 2.  | Rim of Schiaparelli        | 6;15  |
| 3.  | Pilots of the Ether Belt   | 10:15 |
| 4.  | Deep space cuiser          | 4:42  |
| 5.  | Outland (The colony)       | 9:15  |
| 6.  | Sprial star date (Level P) | 6:13  |
| 7.  | Mars Mission Center        | 5:45  |
| 8.  | Astrophobia                | 9:57  |
| 9.  | Tharsis Maneuver           | 4:31  |
| 10. | Dies Martis (TransMercury) | 4:00  |